# Susan and God
Susan and God és una pel·lícula estatunidenca dirigida per George Cukor, estrenada el 1940.

## Argument
Una sàtira sobre paroxismes i els entusiasmes de la classe mitjana nord-americana. Susan Trexel rica senyora de la bona societat, durant un viatge a Europa, descobreix una secta religiosa que predica la fraternitat, la renúncia als béns terrenals, la humilitat. Enfervorida per la missió, Susan, de tornada a casa, comença a fer proselitisme, arruïnant-se la vida: es crea problemes en la relació amb el seu marit, causa la infelicitat de la seva filla angoixant tots els que l'envolten.

## Repartiment
- Joan Crawford: Susan Trexel
- Fredric March: Barrie Trexel
- Ruth Hussey: Charlotte
- John Carroll: Clyde Rochester
- Rita Hayworth: Leonora Stubbs
- Nigel Bruce: Hutchins Stubbs
- Bruce Cabot: Michael O'Hara
- Rosa Hobart: Irene Burroughs
- Constance Collier: Lady Millicent Wigstaff
- Rita Quigley: Blossom Trexel
- Gloria DeHaven: Enid
- Richard Crane: Bob Kent
- Norma Mitchell: Hazel Paige
- Marjorie Main: Mary Maloney
- Joan Leslie: Una invitada